# Anisosticta borealis
Anisosticta borealis – gatunek chrząszcza z rodziny biedronkowatych.
Gatunek ten opisany został po raz pierwszy w 1943 roku przez Philipa Huntera Timberlake’a. Jako miejsce typowe wskazano Nulato na Alasce.
Chrząszcz o wydłużonym, grzbietobrzusznie przypłaszczonym ciele długości od 3 do 4 mm i szerokości od 1,9 do 2,4 mm. Głowa jest na większej powierzchni czarna; zaopatrzona jest w nadustek o krawędzi wierzchołkowej ściętej i wierzchołkowych kątach wystających ku przodowi. Przedplecze jest żółte z czarnymi plamami. Pokrywy mają żółte tło z dużymi, czarnymi plamami pozlewanymi wzdłużnie, tworząc czasem wręcz szerokie, podłużne przepaski. Epimeryty śródtułowia i zatułowia mają czarne lub ciemne ubarwienie. Brzegi boczne odwłoka również są zaciemnione do całkiem czarnych. Odnóża mają po jednej ostrodze na goleni i niezmodyfikowane pazurki stóp.
Owady dorosłe są aktywne od maja do sierpnia.
Gatunek nearktyczny, borealny, rozprzestrzeniony od Alaski przez Jukon, Terytoria Północno-Zachodnie, Nunavut, północne części Kolumbii Brytyjskiej, Alberty i Saskatchewan po Manitobę i północne Ontario. Jego wschodnia granica zasięgu przebiega zachodnim wybrzeżem Zatoki Hudsona.